# 盧塞爾納 (奧科特佩克省)
盧塞爾納（西班牙語：Lucerna），是洪都拉斯的城鎮，位於該國西部，由奧科特佩克省負責管轄，始建於1889年，面積119.46平方公里，海拔高度883米，2001年人口3,577，人口密度每平方公里29.94人。
14°33′N 88°56′W / 14.550°N 88.933°W